# Emily Kuroda
Pour les articles homonymes, voir Kuroda.
Emily Kuroda (née le 30 octobre 1952) est une actrice américaine, principalement connue pour avoir interprété le rôle de Madame Kim dans la série télévisée Gilmore Girls, mais elle a auparavant eu une longue carrière au théâtre et à l'écran.

## Biographie
Kuroda, une nippo-americaine, est née à Fresno en Californie. Elle est la fille de Kay et William Kuroda. Elle a commencé sa carrière d'actrice et de réalisatrice au lycée, et a été diplômée des arts dramatiques à l'université de l'État de Californie, avant de lancer sa carrière professionnelle au théâtre et à l'écran. Elle a interprété le rôle de "Su Ho" sur la chaîne MyNetworkTV dans la sitcom Under One Roof aux côtés de Flavor Flav.
Kuroda a joué dans de nombreuses pièces de théâtre dont Straight as a Line, de Luis Alfaro, au Playwrights' Arena, Red, de Chay Yew, au East West Players, Winter People au Boston Court et Innocent When You Dream de Ken Narasaki au Electric Lodge, qui était dirigé par son mari, Alberto Isaac. Elle apparait dans No-No Boy, de Narasaki, au Miles Memorial Playhouse à Santa Monica en Californie, également dirigé par Isaac, aux côtés de l'actrice qui jouait sa fille dans Gilmore Girls, Keiko Agena. Elle a également joué Public Theater (à New-York), dans les pièces La Jolla Playhouse, Seattle Rep, Singapore Repertory Theatre, Berkeley Repertory Theatre, LA Women's Shakespeare Company, Los Angeles Shakespeare Festival et Lodestone Theatre Ensemble.
Kuroda a joué pendant sept ans le rôle de Mrs. Kim dans la série Gilmore Girls et dans 13 épisodes d'Under One Roof avec Flavor Flav. Elle a récemment joué des personnages récurrents dans Drop Dead Diva (la mère de Margaret Cho), Medium, Grey's Anatomy, In Case of Emergency, Six Feet Under, Un gars du Queens, Larry et son nombril, The Practice  : Bobby Donnell et Associés, Hôpital central, Port Charles, La Loi de Los Angeles, Urgences, Les Feux de l'amour, Amour, Gloire et Beauté, Division d'élite, Espions d'État, Hôpital San Francisco, Arliss, et le television special About Love (nommée aux Emmy). Au cinéma, elle a joué dans RED, PEEP WORLD, Minority Report, Stranger Inside, Deux jours à Los Angeles, Mon père, Broken Words, Worth Winning et Shopgirl. Elle est également apparue dans des films indépendants asio-américains, tel que The Sensei, Yellow et Up for Justice.
Emily est mariée à l'acteur et directeur Alberto Isaac. Elle a deux frères, Paul Kuroda (un photographe ayant remporté un prix et vivant dans l'Oakland, en Californie) et Douglas Kuroda, (un électricien vivant à Fresno, en Californie également).

## Filmographie
- 1990 : Why Me? Un plan d'enfer (Why Me?) de Gene Quintano : la présentatrice des nouvelles
- 2022 : KIMI de Steven Soderbergh : docteur Sarah Burns

## Distinctions
- Drama-Logue Awards pour Ikebana, The Maids, Minimata, The Golden Gate et Visitors from Nagasaki[4]
- City of Los Angeles Commendation pour About Love.
- Back Stage West Garland Award pour sa performance dans Straight As a Line.
- LA Ovation Award, nommée pour la meilleure actrice dans Straight As a Line[2].
- Entertainment Today, award de la meilleure actrice dans Winter People.
- Playwrights' Arena, award de la meilleure intervention au théâtre de Los Angeles.
- East West Players, un award[5].